# 玉井庄
玉井庄，為1920年~1945年間存在之行政區，轄屬台南州新化郡。今台南市玉井區。

## 街庄原名
原屬
- 楠梓仙溪西里之噍吧哖庄、鹿陶庄、竹圍庄、沙子田庄、三埔庄、芒仔芒庄
- 外新化南里之九層林庄
- 善化里東堡之口宵里庄
  - 噍吧哖庄改稱玉井[1]

## 行政區劃
玉井庄轄域內分為玉井、鹿陶、竹圍、沙子田、三埔、芒子芒、九層林、口霄里八個大字。